# Romain Garnier

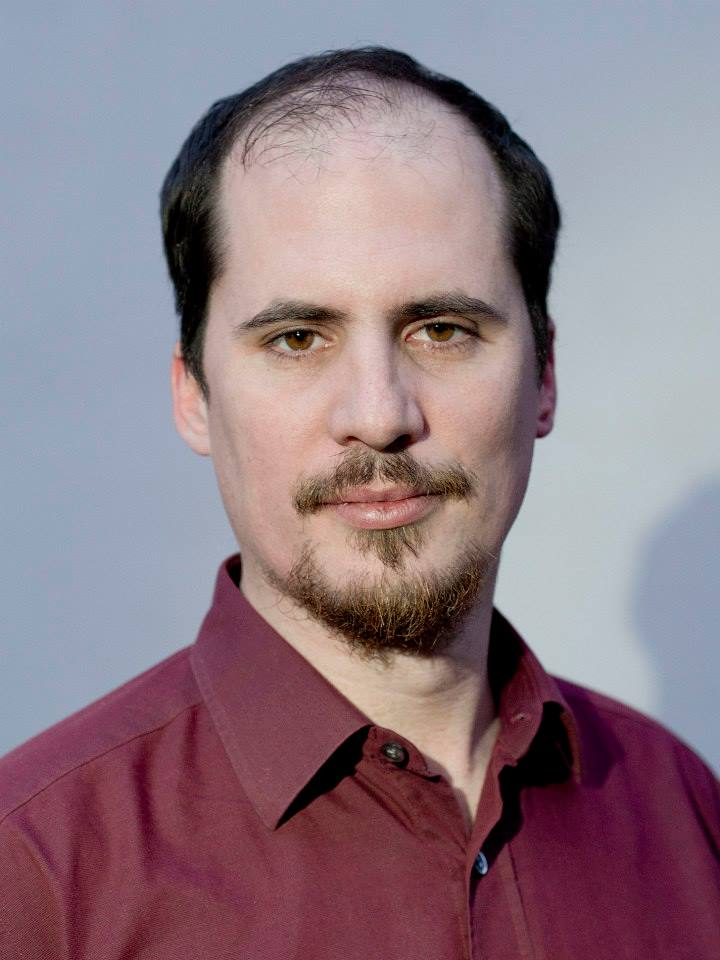
Romain Garnier

Romain Garnier (geboren 1976 in Toulon, Frankreich) ist ein französischer Linguist und Indogermanist. Seit 2005 ist er Professor (Maître de Conférences) an der Universität Limoges. 2010 erhielt er den Prix Emile Benveniste; 2013 wurde er Mitglied des Institut Universitaire de France. 2015 habilitierte er sich in Paris (École Pratique des Hautes Études) mit einer Arbeit zu den Rückbildungen in Latein.
Er ist Verfasser von über 20 Artikeln und zwei Büchern zur indogermanischen Sprachwissenschaft. Seine Hauptbeiträge liegen in den Bereichen der Etymologie, Phonologie und Morphologie des Protoindogermanischen und der indogermanischen Sprachen, insbesondere Latein und Griechisch. Sein Buch zur lateinischen Verbmorphologie wurde sehr positiv aufgenommen, was positive Rezensionen von dem amerikanischen Linguisten Andrew Miles Byrd  (University of Kentucky) in Kratylos, 1 und von dem französischen Linguisten Jean-Paul Brachet (Universität Paris IV) im Bulletin de la Société de Linguistique de Paris belegen.
Im Jahre 2015 wurde Garnier nach der Veröffentlichung der Monographie des französischen Archäologen Jean-Paul Demoule Mais où sont passés les Indo-Européens ? : Le mythe d'origine de l'Occident eingeladen, in der französischen populärwissenschaftlichen Zeitschrift La Recherche den Standpunkt der Linguisten zur indogermanischen Theorie zu vertreten. Der von Demoule vertretenen Skepsis zur indogermanischen Hypothese entgegnete Garnier sprachhistorische Argumente, welche die indoeuropäische Hypothese aus linguistischer Sicht bekräftigen.
Garnier ist auch Autor von zwei Romanen, welche 2010 und 2017 auf Französisch veröffentlicht wurden. Eine tschechische Übersetzung seines ersten Romans, L'Héritage de Glace, wurde 2012 veröffentlicht.
Er ist der Gründungsredakteur der 2014 gegründeten französischen Sprachwissenschaftszeitschrift Wékwos, welche den indogermanischen Studien gewidmet ist.

## Veröffentlichungen (Auswahl)
Akademische Bücher
- 2004. Thèmes grecs, Ophrys, Paris, 224 Seiten (gemeinsam mit Lucien Pernée) ISBN 9782708010895
- 2008. Textes épiques sanskrits, Ophrys, Paris, 225 Seiten ISBN 9782708011571
- 2010. Sur le vocalisme radical du verbe Latin, Innsbrucker Beiträge zur Sprachwissenschaft, Innsbruck, 134, 519 Seiten ISBN 9783851247206
- 2017. La Dérivation inverse en latin, Innsbrucker Beiträge zur Sprachwissenschaft, Innsbruck, 157, 524 Seiten ISBN 9783851247442
- 2017. Scripta Selecta, Les Cent Chemins, Paris, 547 Seiten ISBN 9781546869368

Romane
- 2010 L'Héritage de Glace, Plon, Paris. ISBN 9782259211192
- 2012 Mrazivé dědictví, PLUS, Prag ISBN 9788025901274 (Tschechische Übersetzung von L'Héritage de Glace)
- 2017 L'encre et la chair, Les Cent Chemins, Paris ISBN 9781546869443 (Folge von L'Héritage de Glace)

Essays
- 2012 De Gaulle campagne algérienne, Éditions Elytel, Paris (gemeinsam mit Pierre Jaylet) ISBN 9782917182048
- 2014 Oradour-sur-Glane : autopsie d’un massacre, Éditions Elytel, Paris ISBN 9782917182086